# Parlamentswahl im Iran 2012

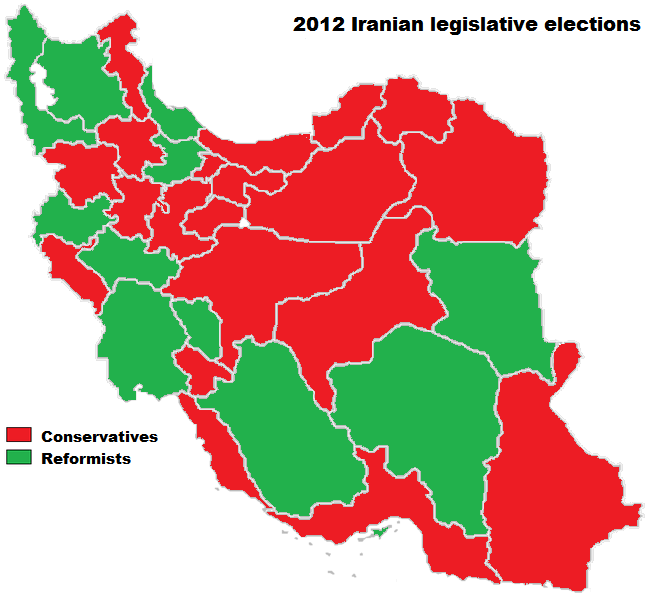
Ergebnis nach Provinz
mehrheitlich für Konservative
mehrheitlich für Reformer/Moderate

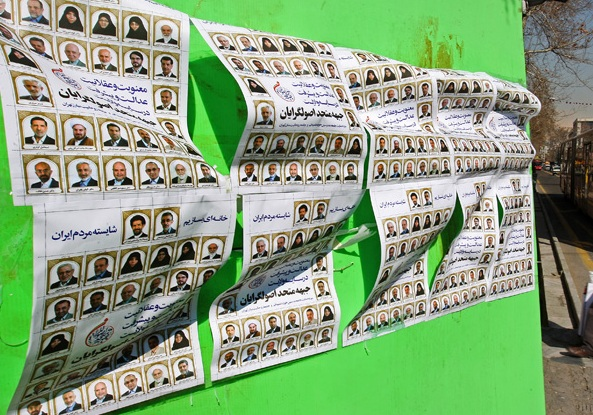
Wahlplakat zur Wahl 2012

Die Parlamentswahl 2012 im Iran fand am 2. März 2012 statt. 48,2 Millionen Iraner waren zur Wahl aufgerufen.
Bewerber um die 290 Sitze des iranischen Parlaments konnten sich zwischen dem 24. und 30. Dezember 2011 als Kandidaten registrieren lassen. Insgesamt hatten sich 5.300 Bewerber angemeldet, darunter 390 Frauen. Die Liste der zur Wahl zugelassenen Kandidaten wurde vom Wächterrat bekanntgegeben.

## Vorgeschichte
Nach den Betrugsvorwürfen bei der iranischen Präsidentschaftswahl 2009 erwarteten Beobachter eine niedrige Wahlbeteiligung. Die Höhe der Wahlbeteiligung gilt als Gradmesser für die Akzeptanz der islamischen Staatsordnung in der Bevölkerung.
Mit Verweis auf die seitdem unter Hausarrest stehenden Oppositionsführer Zahra Rahnaward, Mir Hossein Mussawi und Mehdi Karroubi rief die in Großbritannien lebende iranische Friedensnobelpreisträgerin Schirin Ebadi Ende Januar 2012 alle Iraner zum Wahlboykott auf. Bereits im Dezember 2011 hatte der frühere Staatspräsident Mohammad Chatami die Reformer aufgefordert, sich gar nicht erst als Kandidaten registrieren zu lassen. Eine Beteiligung an den Wahlen ergebe keinen Sinn, solange die politischen Gefangenen nicht freigelassen würden. An der Abstimmung selber nahm Mohammad Chatami jedoch teil. Aufgrund der sich abzeichnenden Nichtteilnahme von Reformern wurde erwartet, dass die Wahlen zu einer Auseinandersetzung zwischen Unterstützern und Gegnern von Präsident Mahmud Ahmadinedschad innerhalb des konservativen Lagers werden. Der Boykott der Reformer war nicht geschlossen, es nahmen zwei kleinere Parteien „Volksherrschaft“ und „Haus der Arbeit“ mit eigenen Kandidaten teil.
Am 10. Februar gab ein Sprecher des Wächterrats bekannt, dass mehr als 3.000 Kandidaten „geeignet“ seien. Ausgeschlossen wurden auch sechs Kleriker und sechs Juristen, die als Anhänger von Präsident Ahmadinedschad gelten. Der britische Guardian berichtete über staatlich durchgeführte Blockaden von Webseiten, die Ahmadinedschad zugeneigt sind. Dieses Vorgehen wird als ein machtpolitischer Übergriff von Ali Chamene’i gewertet. Ahmadinedschad wird vorgeworfen, er wolle mit seiner viele Iraner ansprechenden starken Betonung nationalistischer Politikinhalte die klerikale Macht und das Primat des Obersten Rechtsgelehrten untergraben.
Am 18. Februar 2012 wurde berichtet, dass die iranische Polizei im Vorlauf der Parlamentswahl verstärkt gegen illegale Anlagen zum Empfang von Satellitenfernsehen vorgehe. Ziel des Polizeieinsatzes sei es, die Iraner vor der Wahl daran zu hindern, von ausländischen Fernsehsendern ausgestrahlte Programme in Persisch zu schauen.

## Zugelassene Gruppierungen
Die Mitgliedschaft in einer Partei oder Zugehörigkeit zu einer politischen Gruppierung ist für den Abgeordneten prinzipiell nicht verpflichtend. Insbesondere für die armenische, chaldäische/assyrische, jüdische und zoroastrische Minderheit gibt es eine Sonderregelung. Nicht zugelassen waren die Partizipationsfront des islamischen Iran, die Islamische Koalitionspartei und die Front des islamischen Widerstands.
Insgesamt wurden vom Wächterrat acht Gruppierungen zugelassen:
1. Vereinigte Front der Prinzipialisten (Dschebheje mottahede ossulgerajan, auch Jebheh Mottahed-e Osoolgarayan kurz JMO), unter Ajatollah Mohammed Reza Mahdavi-Kani, dem Vorsitzenden des Expertenrats, unterstützt den Revolutionsführer Ali Chamene’i
2. Front des Fortbestands der Revolution (Dschebheje pajdarije enqelab, auch Jebheh Paaydaari-e Enghlelab-e Eslami kurz JPEE), unter Ajatollah Mohammad-Taqi Mesbah-Yazdi
3. Front des Ausharrens (Dschebheje istadegi, auch Jebheh Eistaadegi Enghelab-e Eslami kurz JEEE), unter Mohsen Resa‘i, ehemaliger Oberbefehlshaber der Pasdaran und jetzt Sekretär des Rats zur Wahrung der Interessen des Systems
4. Stimme des Volkes (Sedaje Mellat, auch Jebheh Sedaa-ye Mellat kurz JSM) des Parlamentsabgeordneten Ali Motahhari, Sohn des verstorbenen Ajatollahs Morteza Motahhari
5. Front der Scharfsicht und der Wachsamkeit (Dschebheje bassirat wa bidari) des Parlamentsabgeordneten Shahahab od-Din Sadr, eine Abspaltung der Partei der islamischen Koalition (Motalefeh)
6. Front der Verteidiger der Herrschaft des Rechtsgelehrten (Dschebheje hamijane welajat), neugegründet, unterstützt den Religiösen Führer Ali Chamenei
7. Front der Verteidiger der Regierung (Dschebheje hamijane doulat), neugegründet, unterstützt den bisherigen Präsidenten Mahmud Ahmadinedschad
8. Front der Vereinigung und der Gerechtigkeit (Dschebheje touhid wa edalat)[13]

Welche Standpunkte diese „Gruppen und Verbände“ vertreten, ist nicht klar. Einige Kandidaten stehen auf mehreren Listen.

## Ergebnisse
Am Wahltag wurden die Öffnungszeiten der Wahllokale, deren Schließung auf 18:00 Ortszeit angesetzt war, um fünf Stunden verlängert. Des Weiteren wurden von den Wahlbezirken mehr Stimmzettel verlangt.
Die Wahlbeteiligung soll um 21:00 Uhr Ortszeit bei 64,6 % gelegen haben; 31 Millionen Stimmzettel wurden laut der staatlichen Nachrichtenagentur bis dato abgegeben. Analysten gingen im Vorfeld von einer Wahlbeteiligung zwischen 15 und 17 % in Teheran aus, in ländlichen Gebieten eher höher. Die endgültige Wahlbeteiligung wurde mit rund 64 % angegeben. Am höchsten war sie in der Provinz Kohkilouyeh-Boyer Ahmad mit 89 %, in Teheran lag sie bei 48 %.
Der Wahlleiter Seyyed Solat Mortazavi sorgte für Irritationen. In einem Live-TV-Interview gab er die Wahlbeteiligung mit 34 % an, dann korrigierte er sich und gab die Zahl von 64,4 % an.
Im ersten Wahlgang sind 225 Mandate vergeben worden, die Stichwahlen sollen einen Monat nachdem der Wächterrat die Ergebnisse der ersten Runde bestätigt hat, abgehalten werden.
Kritik aus dem reformistischen Lager erntete der frühere Präsident Mohammad Chatami, der trotz eines Aufrufs zum Wahlboykott an der Abstimmung teilgenommen hatte. In einer Erklärung an seine Kritiker äußerte Mohammad Chatami, dass die Strategie, keine eigenen Kandidaten und Wahllisten aufzustellen, zu keiner Zeit einen Boykott der Wahlen bedeutet habe. Chatami rechtfertigte seine Wahlbeteiligung als „Versuch, sich Verhandlungswege mit dem politischen Establishment offen zu halten“.
Die zweite Runde der Parlamentswahlen fand am 4. Mai 2012 statt. 65 Sitze waren dabei noch zu vergeben, wovon sich die beiden wichtigsten Bündnisse der Konservativen 44 Sitze sicherten. Im 9. iranischen Parlament verfügen somit die „Vereinigte Front der Prinzipialisten“, die zu den Kritikern von Präsident Ahmadinedschad gezählt werden, mit 65 Sitzen, und die „Front des Fortbestands der Revolution“, die Ahmadinedschad nahesteht, mit 25 Sitzen, als größte konservative Gruppen über zusammen 90 Abgeordnete. 61 Parlamentarier sollen beiden Bündnissen angehören, 15 kleineren konservativen Bündnissen. Die Reformer erhielten zwei weitere Sitze und sind im neuen Parlament mit 21 Sitzen vertreten (im vorigen Parlament mit 60 Sitzen). Die religiösen Minderheiten stellen insgesamt 14 Abgeordnete – ein Plus von 9 Sitzen. Die größte Gruppe stellen unabhängige Kandidaten. Es ist zu erwarten, dass weitere Fraktionen im neuen Parlament gegründet werden. Von 290 Abgeordneten insgesamt sind 196 zum ersten Mal im Parlament vertreten. Neun Frauen gehören dem neuen Parlament an, im vorigen Parlament waren es acht weibliche Abgeordnete. Die Eröffnungssitzung des neuen Parlaments fand am 27. Mai statt. Zum Parlamentschef wurde erneut Ali Laridschani gewählt.
| Lager                                       | Lager        | Stimmen    | Anteil | Partei                               | Sitze  | Anteil |
| ------------------------------------------- | ------------ | ---------- | ------ | ------------------------------------ | ------ | ------ |
|                                             | Konservative | 19.087.397 | 59,7 % | Vereinigte Front der Prinzipialisten | 98     | 34,8 % |
| Front des Fortbestands der Revolution       | Konservative | 19.087.397 | 59,7 % | 43                                   | 14,8 % |        |
| Stimme des Volkes                           | Konservative | 19.087.397 | 59,7 % | 19                                   | 6,5 %  |        |
| Front der Vereinigung und der Gerechtigkeit | Konservative | 19.087.397 | 59,7 % | 17                                   | 5,8 %  |        |
| Front der Scharfsicht und der Wachsamkeit   | Konservative | 19.087.397 | 59,7 % | 5                                    | 1,7 %  |        |
|                                             | Reformer     | 11.451.367 | 35,5 % | Demokratische Koalition der Reformer | 60     | 20,6 % |
| Arbeitskoalition                            | Reformer     | 11.451.367 | 35,5 % | 11                                   | 3,7 %  |        |
| Moderate Reformer                           | Reformer     | 11.451.367 | 35,5 % | 4                                    | 1,3 %  |        |
|                                             | Minderheiten | 634.122    | 2,1 %  | Armenier                             | 5      | 1,7 %  |
| Assyrer und Chaldäer                        | Minderheiten | 634.122    | 2,1 %  | 4                                    | 1,3 %  |        |
| Juden                                       | Minderheiten | 634.122    | 2,1 %  | 3                                    | 1,1 %  |        |
| Zoroastrier                                 | Minderheiten | 634.122    | 2,1 %  | 2                                    | 0,6 %  |        |
| Quelle: moi.ir/Portal/Home/                 |              |            |        |                                      |        |        |

|                               | Stimmen    | Anteil in % |
| ----------------------------- | ---------- | ----------- |
| Wahlberechtigte               | 48.288.799 | 100         |
| Wähler                        | 30.905.605 | 64,0        |
| registrierte Kandidaten       | 5.405      | 100         |
| zugelassene Kandidaten        | 3.232      | 61,4        |
| gewählte männliche Kandidaten | 281        | 96,9        |
| gewählte weibliche Kandidaten | 9          | 3,1         |

## Kritik
Martin Schulz, Präsident des Europäischen Parlamentes, kritisierte die iranischen Parlamentswahlen, die „alle demokratischen Standards verfehlen“, lediglich als „eine Methode zur Messung der internen Machtkämpfe innerhalb des Regimes.“ Der britische Außenminister William Hague bezeichnete die Wahl als „weder frei noch fair.“ Auch innerhalb des Iran wurde die Wahl kritisiert. So wird in der Stadt Garmsar von Stimmenkauf berichtet, von der auch die Schwester des Präsidenten, Parwin Ahmadinedschad, betroffen war und dagegen protestierte.